# Адамюк, Антони
Анто́ний Ада́мюк (пол. Antoni Adamiuk; 18 декабря 1913, Пенсильвания — 25 января 2000, Ополе, Польша) — католический епископ, титулярный епископ Ала-Милиарии и вспомогательный епископ епархии Ополе с 6 июня 1970 года по 2 сентября 1989 года.

## Биография
Антони Адамюк родился 18 декабря 1913 года в штате Пенсильвания, США. 18 июня 1939 года во Львове состоялось рукоположение Антони Адамюка в священника, которое совершил архиепископ Болеслав Твардовский. C 1939 года по 1944 года Антони Адамюк служил викарием в приходе города Буск. C 1958 года по 1978 год преподавал в Высшей духовной семинарии в Нысе. С 1961 год по 1970 год был канцлером в епархиальной курии епархии Ополе.
6 июня 1970 года Римский папа Павел VI назначил Антони Адамюка титулярным епископом Ала-Милиарии и вспомогательным епископом епархии Ополе. 5 июля 1970 года в состоялось рукоположение Антони Адамюка в епископа, которое совершил архиепископ Францишек Йоп.
2 сентября 1989 года Антони Адамюк вышел на пенсию. 25 января 2000 года Антони Адамюк скончался.